# Steponas Vytautas Jurna
Steponas Vytautas Jurna (* 26. September 1934) ist ein litauischer Politiker, Vizeminister, ehemaliger Leiter der Steuerinspektion am Finanzministerium Litauens (VMI).

## Leben
Nach dem Abitur an der Mittelschule absolvierte Jurna von 1957 bis 1962 das Diplomstudium an der Wirtschaftsfakultät der Vilniaus  universitetas. Von 1958 bis 1992 arbeitete er als Revisor, Leiter einer Abteilung, Stellvertreter des Finanzministers am Finanzministerium Litauens. Von 1990 bis 1991 leitete er das litauische Finanzamt (VMI). 1992 war er Berater an der Regierung Litauens und von 1992 bis 1999 stellvertretender Vorsitzender der Bank AB bankas „Hermis“ sowie von 1999 bis 2007 Vorstandsvorsitzender von AB Turto bankas. Von 2007 bis 2014 leitete er die Mokestinių ginčų komisija.
Jurna ist verheiratet und hat eine Tochter sowie einen Sohn.

## Auszeichnungen
- 2004: Orden für Verdienste um Litauen